# Гарнізонні війська

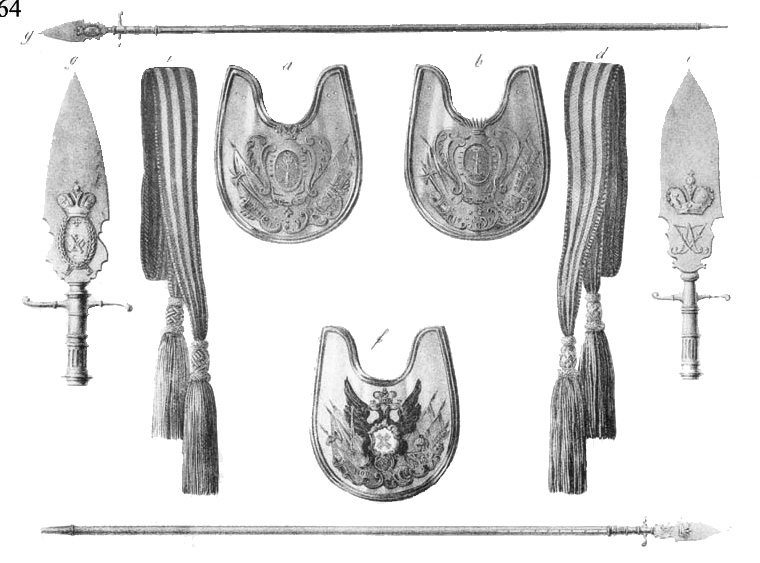
Офіцерські знаки, Шарфи та Еспонтони з 1732 по 1742 рік:
a і c Армійського та Гарнізонного офіцера;
b і d Армійського та Гарнізонного штаб-офіцера;
e Армійського та Гарнізонного офіцера;
f і g Гвардійського обер-офіцера

Гарнізонні війська — регулярні війська Російської імператорської армії (РІА) призначені для несення внутрішньої (гарнізонної) служби в містах і фортецях, у мирний та воєнний час.

## Історія

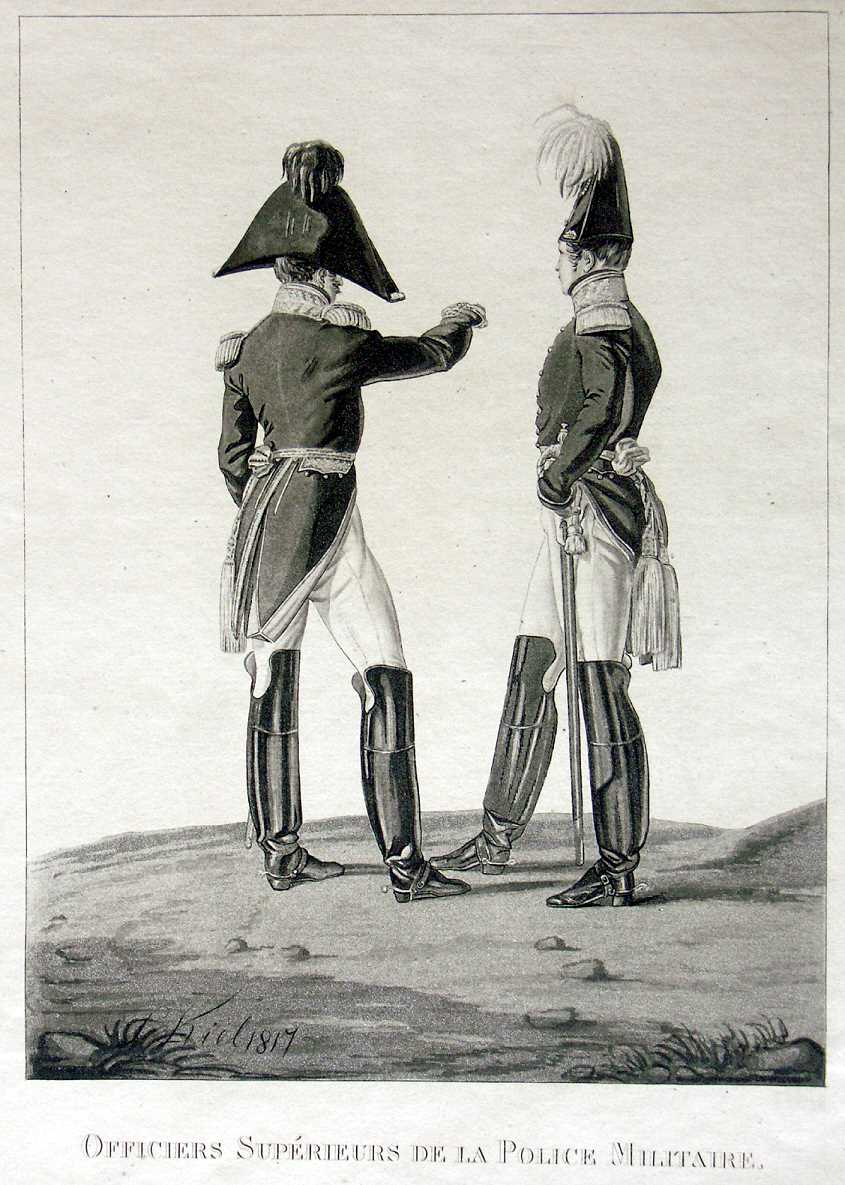
Військовослужбовці Гарнізонних військ (Внутрішня варта), Лев Кіль, малюнок періоду Наполеонівських війн.

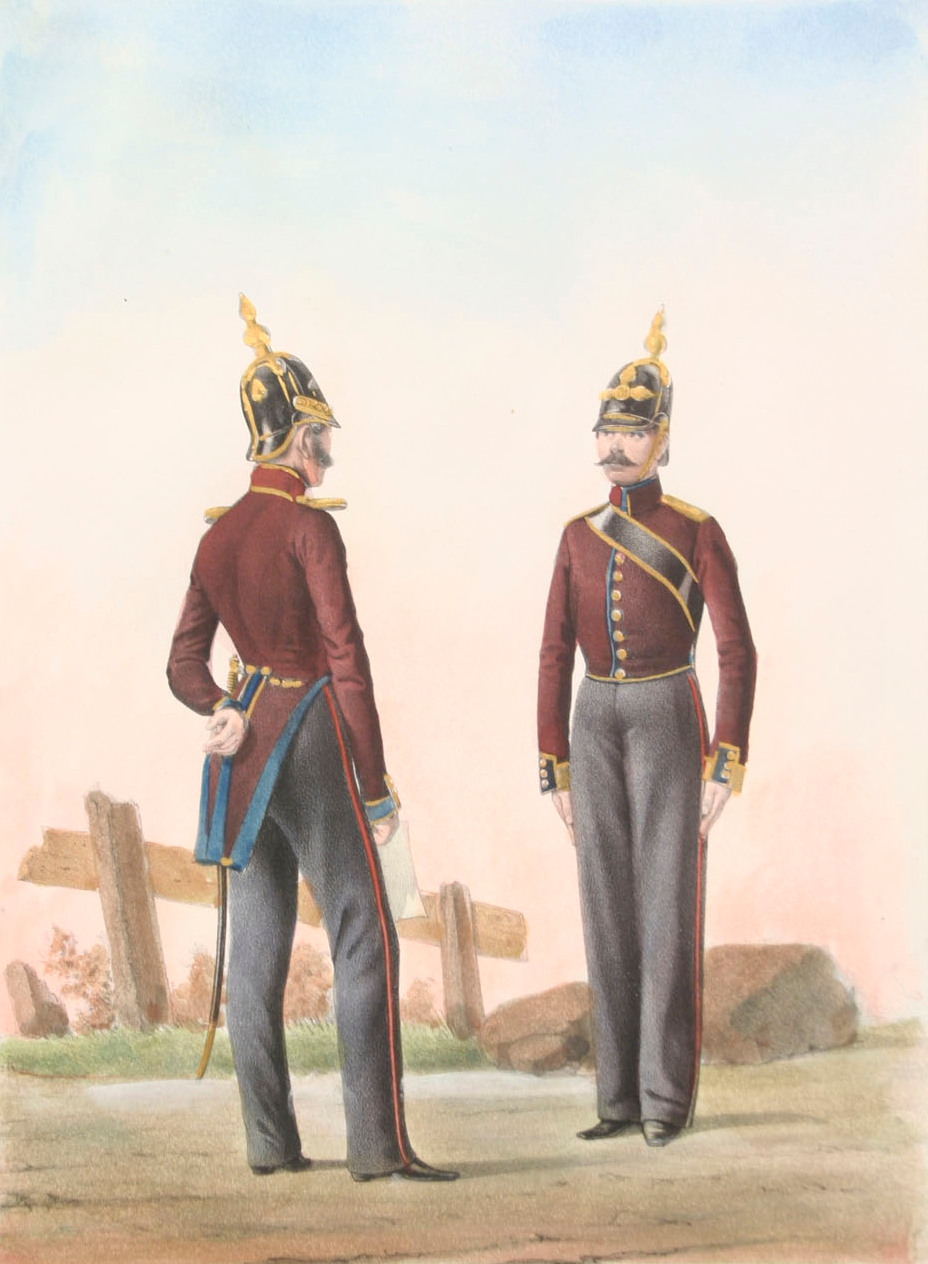
Обер-офіцер та Рядовий Внутрішніх Гарнізонних батальйонів. 1844 рік.

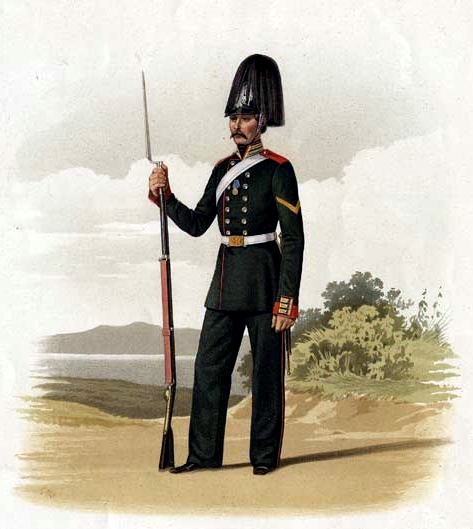
Піратський К. К. Рядовий Лейб-Гвардії Гарнізонного батальйону. 1860.

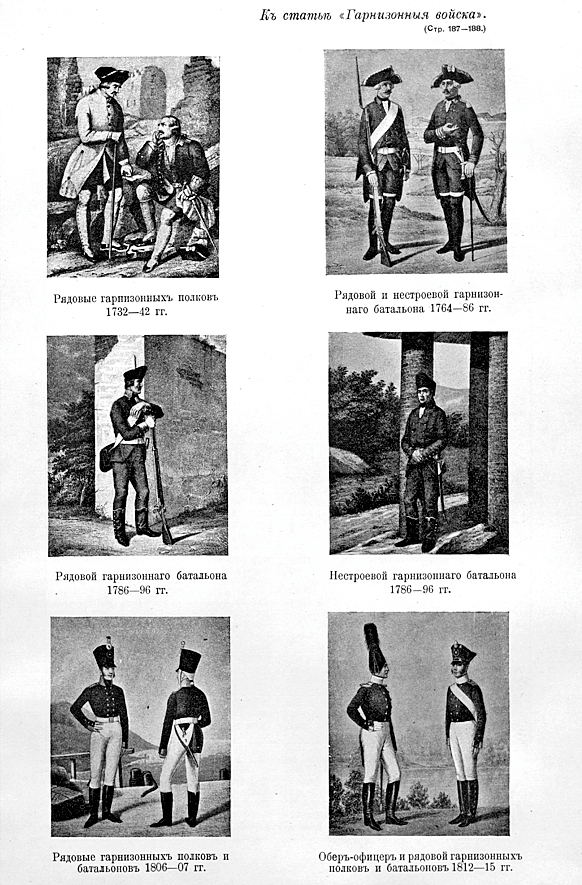
Гарнізонні війська
Рис. «Військової енциклопедії»

Зі створенням Петром Першим регулярної армії та флоту, за новим правом, з рекрутством (термінова служба, у 25 років, встановлена у 1793 році), разом з провідною Північною війною, у державі виникла категорія (стан) військовослужбовців, з'явилася й значна група людей, які втратили можливість «служити в полі і на морі» з різних причин. Для цього, і не тільки, в Російській імператорській армії створюються гарнізонні війська як тип військ, в 1702 році з містових стрільців, козаків, солдатів, рейтарів і з нездатних (старих, одружених тощо) до польової служби людей нових регулярних полків. На той час їх функції виконували царська піхота і козаки.
У 1710 році вийшов один з перших указів, що стосувалися категорії військовослужбовців, що втратили можливість «служити в полі і морі», але продовжували вважатися військовослужбовцями — «Присатрілих, поранених, калік офіцерів, урядників і солдатів переглянути в придатних розіслати по губерніях, а непридатних до посилки відіслати до Московських богаділень».
Гарнізонні війська були призначені для несення гарнізонної та внутрішньої служби, охорони, оборони гарнізонів та підготовки рекрутів для польових військ. Військово-адміністративною одиницею в них був то полк, то окремий батальйон, то знову полк.
При гарнізонних військах складалися військові школи для солдатських дітей, з яких готували для РІА нижніх чинів, як унтер-офіцерів, сержантів, писарів і так далі.
З 1716 гарнізонні війська починають виконувати функції запасних військ, підготовляючи рекрутів для польових частин і посилаючи іноді команди зі свого складу для укомплектування польових полків.
В 1720 гарнізонні війська складалися з 80-ти (більше 50, у тому числі 21 остзейський і 24 внутрішніх) піхотних і 4-х драгунських (у розпорядженні губернаторів) полків .
До кінця царювання Петра I в армії було 49 піхотних гарнізонних полків і 4 полки і два окремі ескадрони драгунів; всього — 66 000 піхоти та 4 000 кінноти.
У 1764 році гарнізонні піхотні полиці були розділені на окремі батальйони (військова частина), а кавалерія вилучена з їхнього складу. Вийшло 84 одиниці. Гарнізонні драгунські полки — звернені до польових військ .
За указом від 19 квітня 1764 року в гарнізонних батальйонах було утворено по 6 рот: 4 стройових, одна інвалідна та одна майстрова. У стройових ротах служили відставні армійські рекрути; вони несли гарнізонну службу у місті. У інвалідних ротах (інвалідна команда) служили «без рушниці», у майстрових — рекрути, які мають різними ремеслами. Рекрут, що відслужили свій термін у польових частинах, відправляли в гарнізонні частини, що розташовувалися поблизу місця народження рекрута. Вважалося, що місцеві громади матимуть відставний рекрут. Державне утримання (пенсія) виплачувалося в крайніх випадках.
У 1811 році 62 гарнізонні батальйони були скасовані і звернені на формування 11 нових полків і 40 внутрішніх гарнізонних або губернських напівбатальйонів, а пізніше батальйонів, до складу яких увійшли також і губернські роти. Колишні гарнізонні полки та батальйони збережені були лише на Оренбурзькій лінії, на Кавказі та в Сибіру, де вони згодом частково були перейменовані в лінійні, частково переформовані в місцеві війська. У 1799 році з нездатних до стройової служби чинів гвардії сформовано було лейб-гвардійський гарнізонний батальйон (пізніше став кадровим батальйоном лейб-гвардійського резервного піхотного полку).
Необхідність надати більшу рухливість стройовому управлінню РІА, що виявилася під час наполеонівських воєн, викликала установа дивізій як стройових польових військових одиниць одноманітного складу як у піхоті так і в кавалерії, і вищих з'єднань — корпусів і об'єднань — армій. Територіальну систему управління РІА було збережено для гарнізонних військ (окремого корпусу внутрішньої варти).
Для управління гарнізонними військами спочатку було утворено 8 округів внутрішньої варти, кожним командував окружний генерал у чині генерал-майора . У округ внутрішньої варти входили дві — три бригади, що з двох — 4 батальйонів. Батальйони (напівбатальйони) дислокувалися в губернських містах та носили в найменуванні їх назви (Астраханський, Мінський тощо). У кожному повітовому місті розміщувалася інвалідна команда. Надалі число округів внутрішньої варти доходило до 12.
Очолив гарнізонні війська (внутрішню варту) Росії, інспектор генерал-ад'ютант Є. Ф. Комаровський . Для керівництва було затверджено «Положення для внутрішньої варти», згідно з яким вони використовувалися:
- на допомогу виконанню законів та вироків суду;
- на затримання, переслідування та винищення розбійників та розсіювання заборонених законом збіговиськ;
- на упокорення непокори та буяння;
- для упіймання втікачів, злочинців і дезертирів;
- для переслідування заборонених та таємно провезених товарів;
- на допомогу, вільному руху внутрішнього продовольства;
- для сприяння збору податей та недоїмок;
- для збереження порядку та спокою церковних обрядів усіх віросповідань, законом терпимих;
- для охорони порядку на ярмарках, торгах, народних та церковних святах та інше;
- для прийняття та проведення рекрут, злочинців, арештантів та полонених;
- для відправлення військових, що прострочили відпустки, до команд;
- на пожежі, для допомоги при розлитті річок тощо;
- для відрядження потрібних вартових до присутніх місць, в'язниць та острог;
- для проведення скарбниці, а крім того, для вживання до виїмок при відкритті корчемства та до варти винних до відсилання їх до суду.

14 липня 1816 року всі гарнізонні частини були зведені в Окремий корпус внутрішньої варти, розділений на 12 округів.
Перед Східною війною у гарнізонних військах перебували:
- 53 губернських гарнізонних батальйонів;
- один губернський гарнізонний напівбатальйон;
- 564 інвалідні гарнізонні команди;
- 296 інвалідних «етапних» команд;
- 5 інвалідних «соляних» команд.

Усього близько 145 000 осіб особового складу.
У 1858 році чисельність особового складу Окремого корпусу внутрішньої варти гарнізонних військ становила 3141 офіцерів і генералів, 180236 унтер-офіцерів і солдатів .
У гарнізонних військах для обслуговування фортечних гармат служила гарнізонна артилерія, що складалася з:
- фортечних рот;
- арсенальних рот;
- лабораторних рот. У 1867 року вони були перейменовані на місцеві артилерійські команди.

У 1859 року було запроваджено «Положення про перетворення гарнізонної артилерії», яким гарнізонна артилерія в фортецях була розділена на фортечну, до якої належала гарматна прислуга, і гарнізонну, призначену для несення караулів і змісту артилерійського майна в артилерійського майна. Артилерійські округи були перейменовані на Округи фортечної артилерії.
Гарнізонні війська у другій половині XIX століття (1869—1870) були перетворені на місцеві війська, гарнізонна артилерія — на фортечну артилерію.
На кінець XIX століття (1897 рік) відповідно до Зводу військових постанов V книга (статті 90 — 92) назва «Місцеві війська» присвоєно:
- Місцевим командам, що містяться для відправлення внутрішньої варти в тих містах і урочищах, де немає ні польових, ні резервних військ.

Усього місцевих військ, за штатом 1893 року, у ЗС Росії було покладено 155 команд, числом від 25 до 500 осіб особового складу кожна.